# Vinteräpplen

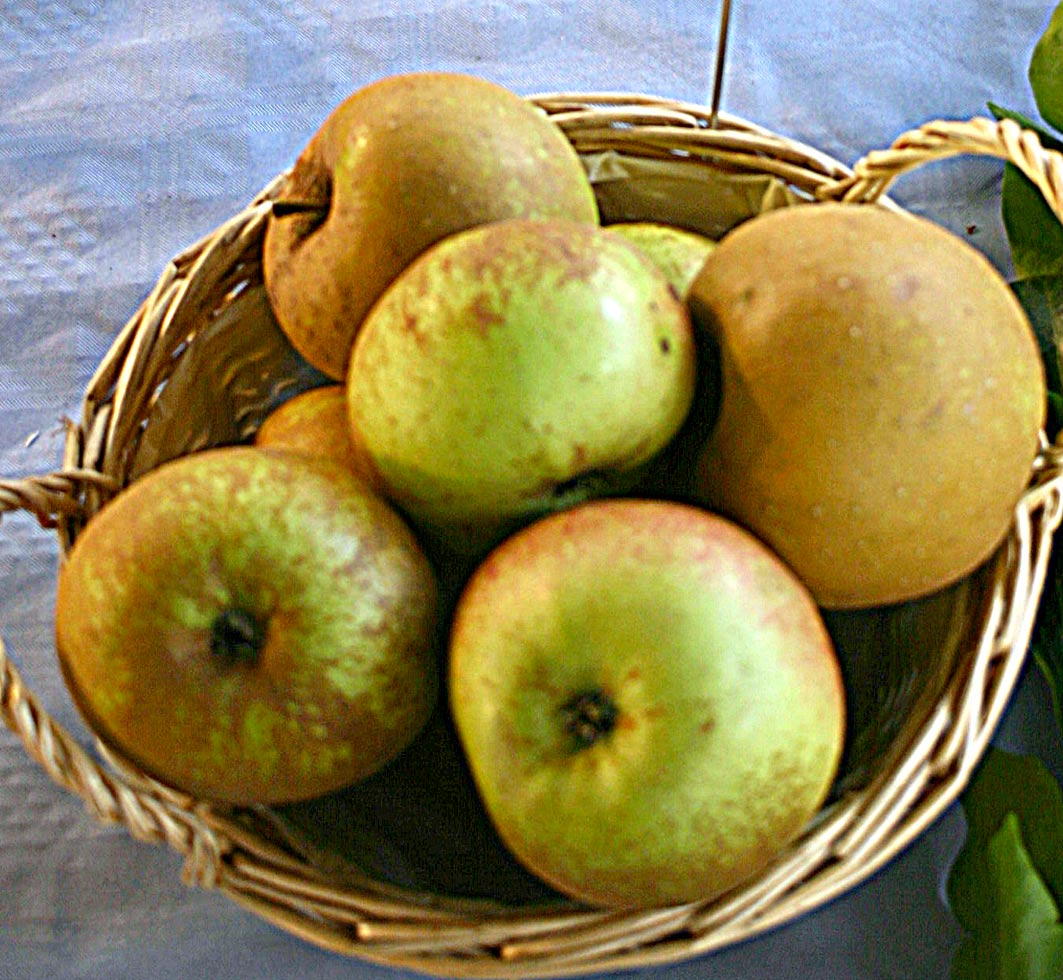
Belle de Boskoop är exempel på ett vinteräpple.

Vinteräpplen är äpplen som är speciellt lämpade för vinterförvaring, det vill säga har en hållbarhet fram till våren. De blir i regel mogna sent, framåt jul, eller i januari. Exempel på vinteräpplen är Ribston, Eldrött Duväpple, Ashmeads Kernel, Belle de Boskoop, Blenheim, Harberts Renett, Braeburn, Bramley, Galloway, Gloster, Idared, Jonagored, Kim, Laxton's superb, Melon, Mutsu, Newton Wonder, Oberländer, Prinsessäpple, Spartan, Topaz, och Ökna Lökäpple.

## Skördetid
Bästa tiden att skörda vinteräpplen är så sent på året som möjligt. När det blivit kallare är frukternas andning långsammare. Äpplena bör inte vara helt mogna, utan få fortsätta att utvecklas under lagringen. Tecken på att det är lämpligt att skörda är att frukten börjat ljusna, börjat dofta äpple och att enstaka frukter börjar falla från trädet.
Plocka äpplena varsamt, genom att vrida av äpplet istället för att rycka loss det. Se till att äpplena som ska förvaras är hela, fullt friska och inte har insektshål eller fallskador.

## Lagring
Äpplen ska förvaras mörkt, svalt och luftigt, i lådor eller backar. Blanda inte olika sorter. Sorterna kan ha olika mognadstid och avger vid mognaden etylengas som påskyndar mognaden för de andra sorterna. De äpplen som ska förvaras längst kan viras i tidningspapper.[källa behövs]
Temperaturen vid lagring bör ligga på 2–5 °C, med en luftfuktighet på 85-–0 procent.